# Bruno Lawrence
Bruno Lawrence (12 de febrero de 1941 – 10 de junio de 1995) fue un músico y actor neozelandés de origen británico.
En sus inicios un notable músico fundador del grupo de los años 1970 Blerta, fue también actor cinematográfico, trabajando en varias importantes producciones, participando también en la televisión, donde destaca su trabajo en la serie australiana de los años 1990 Frontline.

## Biografía
Su verdadero nombre era David Charles Lawrence, y nació en Worthing, Inglaterra. Emigró junto a su familia a Nueva Zelanda en 1946, asentándose en Nueva Plymouth antes de trasladarse a Wellington en 1948.

### Música
Lawrence pasó la mayor parte de su vida en Nueva Zelanda, pero también trabajó extensamente en Australia. Fue batería de jazz y rock en muchas bandas, pasando dos años con Max Merritt en Sídney, Quincy Conserve, Blerta, y The Crocodiles. Su última grabación tuvo lugar con Bernie McGann, Larry Gales y Jonathan Crayford en "Jazz at the St. James" en 1989. Este espectáculo fue repetido en el año 1990, pero con Vince Jones como vocalista, Dave Addis al saxofón, Jonathan Crayford al piano y Rolf Stube al bajo, acompañados por el New Zealand String Quartet.
A principios de los años 1970, Lawrence fundó el grupo Blerta ("Bruno Lawrence's Electric Revelation and Travelling Apparition"). El grupo viajó en gira por Nueva Zelanda y Australia, y en la formación pudo actuar con artistas con los que posteriormente trabajó en su faceta de actor, entre ellos el director Geoff Murphy y los actores Martyn Sanderson y Ian Watkin.

### Actor
Lawrence empezó a actuar en cortos cinematográficos a finales de la década de 1960. Ganó un premio de interpretación por su actuación en la producción televisiva Time Out en 1971, a pesar de que en la época todavía dedicaba casi todo su tiempo a la música. A finales de los años 1980 era uno de los actores más conocidos en Nueva Zelanda. Entre los años 1981 y 1986 participó en muchas producciones cinematográficas neozelandesas, continuando ocasionalmente con la interpretación hasta 1993.
La gran oportunidad de Lawrence en el cine llegó con la cinta Smash Palace (1981), con la cual ganó el premio del Festival de Cine Manila y la crítica positiva de Pauline Kael. Fue también alabado por su papel en la película de Geoff Murphy The Quiet Earth (1985), en la cual Lawrence colaboró con el guion. Él ya había actuado en la cinta de Murphy Utu (1983), y había hecho un cameo en Goodbye Pork Pie (1981). The Los Angeles Times comparó su trabajo en el drama de 1984 Heart of the Stag como el de "un joven Brando".
Entre sus papeles rodados en Australia figuran el llevado a cabo en la película de Anthony Hopkins Spotswood, la adaptación de Colleen McCullough An Indecent Obsession (interpretando a un ciego), y la miniserie de 1986 The Great Bookie Robbery. Su último papel en Australia fue el del productor Brian Thompson en la serie satírica de los años 1990 Frontline.

### Muerte
En 1994, mientras disfrutaba del éxito de la serie Frontline, a Lawrence le diagnosticaron un cáncer de pulmón inoperable. Falleció en Wellington, Nueva Zelanda, el 10 de junio de 1995, a los 54 años de edad.
Una biografía, Bruno: The Bruno Lawrence Story, de Roger Booth, y un documental televisivo, Numero Bruno (2000, dirigido por Steve La Hood), cubren su vida y su trabajo. Lawrence también aparece en el documental recopilatorio Blerta Revisited (2001, dirigido por Geoff Murphy).

## Filmografía (selección)

### Cine
- 1980 : Goodbye Pork Pie
- 1981 : Smash Palace
- 1981 : Race for the Yankee Zephyr
- 1982 : Warlords of the 21st Century
- 1983 : Utu
- 1984 : Death Warmed Up
- 1985 : The Quiet Earth
- 1985 : An Indecent Obsession
- 1986 : Pallet on the Floor
- 1987 : Grievous Bodily Harm
- 1988 : As Time Goes By
- 1989 : The Delinquents
- 1992 : Spotswood
- 1993 : Jack Be Nimble

### Televisión
- 1971 : Time Out
- 1971-1972 : Pukemanu (serie TV)
- 1986 : Pokerface (serie TV)
- 1986 : The Great Bookie Robbery  (miniserie TV)
- 1994 Frontline (serie TV)